# Малый Кантат
Малый Кантат — деревня в Большемуртинском районе Красноярского края России. Входит в состав Айтатского сельсовета.

## География
Деревня находится в центральной части края, в подтаёжно-лесостепном районе лесостепной зоны, на правом берегу реки Кантат, на расстоянии приблизительно 3 км (по прямой) к северу от Большой Мурты, административного центра района. Абсолютная высота — 159 м над уровнем моря.

## История
Основана в 1770 году. По данным 1926 года в деревне имелось 173 хозяйства и проживало 852 человека (в основном — русские). Функционировали школа I ступени и колхоз. В административном отношении являлась центром сельсовета Больше-Муртинского района Красноярского округа Сибирского края.

## Население
| 2010 |
| ---- |
| 293  |

Гендерный состав
По данным Всероссийской переписи населения 2010 года, в гендерной структуре населения мужчины составляли 47,1 %, женщины — соответственно 52,9 %.
Национальный состав
Согласно результатам переписи 2002 года, в национальной структуре населения русские составляли 73 % из 326 чел.

## Улицы
- ул. Антонова,
- ул. Новая,
- ул. Полевая[6].

## Инфраструктура
В деревне функционируют дом культуры и библиотека.

## Известные уроженцы
- Солдатов, Александр Иванович (1918—1944) — советский военнослужащий, старший сержант. Полный кавалер ордена Славы.